# Bellenbusch
Bellenbusch ist ein Ortsteil im Stadtbezirk Vohwinkel der bergischen Großstadt Wuppertal in Nordrhein-Westfalen in Deutschland.

## Lage und Beschreibung
Der  Ortsteil liegt in dem Wohnquartier Osterholz nördlich des Vohwinkler Ortszentrums und des Waldgebiets Osterholz. Benachbarte Orte sind die unmittelbar angrenzenden Kahlenbusch, Am Steinberg und Holthauser Heide sowie die Orte Osterholz, Friedrichshöhe, Siegersbusch, Holthausen und Ladebühne. Abgegangen sind Kalkofen, Schleheck und Wald. Der Ort ist über die kleine Anliegerstraße Holthauser Heide aus Richtung Hahnenfurth, Dornap oder Vohwinkel zu erreichen.
Nördlich von Bellenbusch verläuft ein stillgelegter Abschnitt der Bahnstrecke Düsseldorf-Derendorf–Dortmund Süd (so genannte „Wuppertaler Nordbahn“ der Rheinischen Eisenbahn-Gesellschaft). Unmittelbar westlich des Ortes wird dolomitisierter Massenkalk im Steinbruch Oetelshofen abgebaut, eine große Abraumhalde erhebt sich südlich.

## Geschichte
Bellenbusch ist als Hofschaft auf der Topographia Ducatus Montani des Erich Philipp Ploennies aus dem Jahre 1715 verzeichnet, ebenso auf der topographischen Aufnahme der Rheinlande von 1824. Es gehörte in der frühen Neuzeit zu den Wohnplätzen der Honschaft Schöller, die in preußischer Zeit als Landgemeinde Schöller der Bürgermeisterei Haan im Kreis Mettmann angehörte. Im 19. Jahrhundert war Buntenbeck ein Wohnplatz in der Landgemeinde Schöller der Bürgermeisterei Haan (ab 1894 Bürgermeisterei Gruiten) die aus Honschaft Schöller der bergischen Herrschaft Schöller hervorging.
Im Gemeindelexikon für die Provinz Rheinland von 1888 werden zwei Wohnhäuser mit 15 Einwohnern angegeben.
Mitte des 19. Jahrhunderts bildeten Bellenbusch und das benachbarte Kahlenbusch eine geschlossene Siedlungseinheit. 1929 wurde der östliche Teil der Landgemeinde Schöller mit Bellenbusch abgespalten und in Wuppertal eingemeindet. Von 1929 bis zur Kommunalreform von 1975 verlief zwischen Bellenbusch und dem benachbarten Holthauser Heide die Stadtgrenze zwischen Wuppertal und der Landgemeinde Schöller. 
Ab der zweiten Hälfte des 20. Jahrhunderts verschmolz die Doppelsiedlung Bellenbusch/Kahlenbusch zunehmend mit dem benachbarten Holthauser Heide und bildete so eine geschlossene Siedlung entlang der Straße Holthauser Heide, durch die nach wie vor in Nachfolge der Stadtgrenze die Quartiergrenze zwischen Schöller-Dornap und Osterholz verläuft.